# Cheillophota costistrigata
Cheillophota costistrigata là một loài bướm đêm trong họ Noctuidae.